# Einar Nielsen
Einar Nielsen (ur. 20 lutego 1875 w Bergen, zm. 18 stycznia 1963 w Bergen) – gdański makler i norweski urzędnik konsularny.

## Życiorys
Syn Nielsa Martina Nielsena (1834-1918) i Luise Johanne Thorbjørnsen (1846-1885). Współkierujący firmą maklerską Bergenske & Walford Baltic Transports Ltd. w Gdańsku, która w 1927 zmieniła nazwę na Bergenske Baltic Transports Ltd. (-1936). Równolegle pełnił funkcję konsula (1926-1936), a następnie konsula generalnego Norwegii w Gdańsku (1936-1937). Powodem opuszczenia Gdańska była sprzedaż firmy, którą współkierował. Pewnym owocem jego działalności jest kolekcja manuskryptów przekazana do Biblioteki Uniwersyteckiej w Bergen (Universitetsbiblioteket i Bergen).
Pochowany na cmentarzu Solheim (Solheim Kirkegård) w Bergen.